# Robert du meilleur acteur dans un second rôle
 (mai 2023).
Le Robert du meilleur acteur dans un second rôle est une récompense du cinéma danois. Elle est décernée annuellement par la Danish Film Academy depuis 1984.

## Palmarès

### Années 1980
- 1984 : Hans Christian Ægidius pour Forræderne
- 1985 : Bent Mejding pour Twist and Shout
- 1986 : Flemming Jørgensen pour Ofelia kommer til byen
- 1987 : Peter Hesse Overgaard pour Cœurs flambés
- 1988 : Björn Granath pour Pelle le Conquérant
- 1989 : Erik Mørk pour Himmel og helvede

### Années 1990
- 1990 : Tom McEwan pour Århus by night
- 1991 : Peter Schrøder pour Springflod
- 1992 : Nikolaj Lie Kaas pour  Drengene fra Sankt Petri
- 1993 : Jesper Christensen pour Sofie
- 1994 : Jesper Christensen pour Den russiske sangerinde
- 1995 : Kim Bodnia pour Le Veilleur de nuit
- 1996 : Søren Pilmark pour  Menneskedyret
- 1997 : Ulrich Thomsen pour Les Héros
- 1998 : Jesper Christensen pour Barbara
- 1999 : Thomas Bo Larsen pour Festen

### Années 2000
- 2000 : Jesper Asholt pour Mifune
- 2001 : Peter Gantzler pour Italian for Beginners
- 2002 : Troels Lyby pour En kort en lang
- 2003 : Nikolaj Lie Kaas pour Open Hearts
- 2004 : Peter Steen pour Arven
- 2005 : Søren Pilmark pour Kongekabale
- 2006 : Thure Lindhardt pour Nordkraft
- 2007 : Bent Mejding pour We Shall Overcome
- 2008 : Jesper Asholt pour L'Art de pleurer en chœur
- 2009 : Jens Jørn Spottag pour Worlds Apart

### Années 2010
- 2010 : Henning Moritzen pour Headhunter
- 2011 : Peter Plaugborg pour Submarino
- 2012 : Lars Ranthe pour Dirch
- 2013 : Mikkel Boe Følsgaard pour Royal Affair
- 2014 : Nicolas Bro pour Spies & Glistrup
- 2015 : Fares Fares pour Les Enquêtes du département V : Profanation
- 2016 : Nicolas Bro pour Men and Chicken
- 2017 : Lars Mikkelsen pour Der kommer en dag (The Day Will Come)
- 2018 : Jakob Oftebro pour Mesteren (da)
- 2019 : Fares Fares pour Les Enquêtes du département V : Dossier 64

### Années 2020
- 2020 : Magnus Krepper pour  Dronningen
- 2021 : Lars Brygmann pour Retfærdighedens ryttere (Riders of Justice)
- 2022 : Jakob Oftebro pour Margrete : Reine du Nord
- 2023 : Arash Ashtiani pour Holy Spider
- 2024 : Simon Bjenneberg pour King's Land